# Vera Luthardt
Vera Luthardt (geboren 1959 in Nauen) ist eine deutsche Biologin mit den Schwerpunkten Vegetationskunde und Pflanzenökologie. Im Zentrum ihrer langjährigen Forschung an der Hochschule für nachhaltige Entwicklung Eberswalde (HNEE) steht der Erhalt und die ökologisch verträgliche Nutzung von Mooren, speziell in Brandenburg. Eine zunehmend große Rolle spielt dabei der Klimawandel.

## Leben
Vera Luthardt studierte Biologie an der Ernst-Moritz-Arndt-Universität Greifswald und machte dort 1982 ihr Diplom. Anschließend arbeitete sie noch ein Jahr als Wissenschaftliche Assistentin an der Universität Greifswald und wechselte dann an das Forschungszentrum für Bodenfruchtbarkeit in Müncheberg der Akademie der Landwirtschaftswissenschaften der DDR, das heute als Leibniz-Institut geführt wird. Dort untersuchte sie ökologische Probleme der Nutzung von intensiv genutzten Niedermooren und wurde zu diesem Thema im Jahr 1987 promoviert. Ihr Doktorvater war Michael Succow. Nach der Wende war sie nach Ausscheiden aus dem Institut mit Umweltverträglichkeitsuntersuchungen befasst, bevor sie 1993 als Professorin für Vegetationskunde und Angewandte Pflanzenökologie an die HNEE berufen wurde.
An der HNEE baute Vera Luthardt den Fachbereich Landschaftsnutzung und Naturschutz maßgeblich auf und wirkt seitdem für seine ständige Weiterentwicklung aktiv mit. Sie ist seit 2019 ein Teil der wissenschaftlichen Doppelleitung des neu gegründeten Instituts zu Biosphärenreservaten (Biosphere Reserves Institute, BRI). Es dient der Entwicklung und Unterstützung von Biosphärenreservaten weltweit und ist Träger des internationalen Masterstudiengangs für Biosphere reserves Management (BIOM) an der HNEE.

## Wirken
Moore sind in ihrer Struktur und ihrer Nutzung vielfältig. Sie sind Lebensraum vieler Tiere und teils seltener Pflanzen, tragen so zur Biodiversität bei. Andererseits werden sie vom Menschen zum Torfabbau und nach Entwässerung als Agrarflächen genutzt. Die Verflechtung von ökologischer Funktion und anthropogener Nutzung von Mooren ist der Schwerpunkt der Forschung von Vera Luthardt. Dabei geht es ihr und ihrem Team um mehr als eine Bestandsanalyse, die unter anderem die Schäden vergangener Entwässerungsmaßnahmen analysiert und auf naturnahe Wiedervernässung setzt. Angesichts der klimatischen Veränderungen und zunehmender Trockenheit in Brandenburg, richtet sich der Fokus zunehmend auf die Risikoabschätzung und adaptives Management der Moorgebiete vor Ort. Hitze und ein sinkender Grundwasserspiegel bedrohen auch die Agrarwirtschaft, Aufklärung und Kooperation von Naturschutz und Landwirtschaft sind daher gefragt.
Um ökologisch sinnvolle Strategien für das Moormanagement zu entwickeln, wurde zusammen mit Jutta Zeitz an der Landwirtschaftlich-Gärtnerischen Fakultät der Humboldt-Universität zu Berlin ein webbasiertes Unterstützungssystem entwickelt, das etwa Behörden hilft, konkrete Handlungsempfehlung für die Renaturierung und Pflege eines Waldmoores abzuleiten: DSS-WAMOS (Decision Support System - WAldMOorSchutz). Unter denselben Vorzeichen entstand DSS-TORBOS (Decision Support System - Torfschonende Bewirtschaftung organischer Böden) als ein Unterstützungssystem zur torfschonenden Bewirtschaftung von Niedermooren.